# San Antonio (Floride)
Pour les articles homonymes, voir San Antonio (homonymie).
San Antonio est une ville américaine située dans le comté de Pasco en Floride.

## Démographie
| 1910 | 1920 | 1930 | 1940 | 1950 | 1960 |
| ---- | ---- | ---- | ---- | ---- | ---- |
| 131  | 262  | 322  | 267  | 286  | 479  |

| 1970 | 1980 | 1990 | 2000 | 2010  | - |
| ---- | ---- | ---- | ---- | ----- | - |
| 473  | 529  | 776  | 655  | 1 138 | - |

Selon le recensement de 2010, San Antonio compte 1 138 habitants. La municipalité s'étend sur 1,32 milles carrés (3,42 km2).

## Personnalités
- Chris Arnade (1965-), photographe et écrivain, est né à San Antonio.